# Pacific Rim: Země nikoho
Pacific Rim: Země nikoho (v anglickém originále Pacific Rim: The Black) je japonsko-americký animovaný televizní seriál pro dospělé, jehož tvůrci jsou Greg Johnson a Craig Kyle. Příběh seriálu vychází z franšízy Pacific Rim. Měl premiéru 4. března 2021 na streamovací službě Netflix.

## Postavy

### Hlavní postavy
- Gideon Adlon[7] jako Hayley Travis
  - Camryn Jones jako Hayley Travis (mladá)
- Calum Worthy[7] jako Taylor Travis
  - Cole Keriazakos jako Taylor Travis (mladý)
- Erica Lindbeck[7] jako Loa

### Vedlejší postavy
- Benjamin Diskin jako chlapec
- Victoria Grace jako Mei
- Andy McPhee jako Shane
- Allie MacDonald jako Brina Travis
- Jason Spisak jako Ford Travis
- David Errigo Jr. jako Root
- Bryton James jako Corey
- Martin Klebba jako Spyder
- Leonardo Nam jako Rickter
- Nolan North jako Marshall Rask
- Vincent Piazza jako Joel
- Ryan Robinson jako Demarcus
- Ron Yuan jako Širó Itó

### Hostující postavy
- Max Martini jako Hercules „Herc“ Hansen

## Seznam dílů

### První řada (2021)
| Č. v seriálu | Č. v řadě | Původní název    | Český název    | Režie                                        | Scénář                                                 | Premiéra na Netflixu |
| ------------ | --------- | ---------------- | -------------- | -------------------------------------------- | ------------------------------------------------------ | -------------------- |
| 1            | 1         | From the Shadows | Pryč ze Stínů  | Masajuki Uemoto, Susumu Sugai a Takeši Iwata | Greg Johnson a Craig Kyle                              | 4. března 2021       |
| 2            | 2         | Into the Black   | Do Země nikoho | Susumu Sugai a Takeši Iwata                  | Greg Johnson a Craig Kyle                              | 4. března 2021       |
| 3            | 3         | Bogan            | Bogan          | Masajuki Uemoto                              | Greg Johnson a Craig Kyle                              | 4. března 2021       |
| 4            | 4         | Up and Running   | Zase na nohou  | Susumu Sugai                                 | námět: Greg Johnson a Craig Kyle scénář: Paul Giacoppo | 4. března 2021       |
| 5            | 5         | Escaping Bogan   | Útěk z Boganu  | Masajuki Uemoto                              | námět: Greg Johnson a Craig Kyle scénář: Nicole Dubuc  | 4. března 2021       |
| 6            | 6         | Boneyard         | Pohřebiště     | Susumu Sugai                                 | námět: Greg Johnson a Craig Kyle scénář: Paul Giacoppo | 4. března 2021       |
| 7            | 7         | Showdown         | Bojiště        | Masajuki Uemoto                              | Greg Johnson a Craig Kyle                              | 4. března 2021       |

### Druhá řada
Druhá řada seriálu je ve vývoji.

## Výroba
V listopadu 2018 bylo Netflixem oznámeno, že je ve vývoji nový animovaný seriál. Bude založen na filmech z franšízy Pacific Rim a zpracován ve stylu anime. Původně měl být vydán v roce 2020, během živého přenosu události Anime Festival, která proběhla v říjnu 2020, však bylo odhaleno, že ponese název Pacific Rim: The Black a bude mít premiéru roku 2021. Druhá řada seriálu je ve vývoji.
Producentem je americká společnost Legendary Television a na animaci pracuje japonské studio Polygon Pictures. Greg Johnson a komiksový tvůrce Craig Kyle jsou showrunnery seriálu, jehož hudbu skládá Brandon Campbell.

## Vydání
Pacific Rim: Země nikoho měl premiéru 4. března 2021 na streamovací službě Netflix. Teaser k němu byl zveřejněn 1. února a trailer 5. února. Závěrečný trailer byl dostupný od 26. února.

## Kritika
První řada seriálu dostala od recenzního agregátoru Rotten Tomatoes 73 %, s průměrným hodnocením 7,3 z 10. Kritika je založena na 11 recenzích.